# Зеровилль (фильм)
«Зеровилль» (англ. Zeroville) — американский фильм в жанре комедии-драмы режиссёра Джеймса Франко по одноимённому роману Стива Эриксона.

## Сюжет
Молодой студент факультета архитектуры Айк Джером (Джеймс Франко), страдающий аутизмом и обожающий фильмы, в 1969 году приезжает в Лос-Анджелес, где застаёт переломный этап в кинопромышленности Голливуда. В то время как мир меняется из-за секса, наркотиков и рок-н-ролла, он получает желанную работу монтажёра фильма и начинает сталкиваться с различными персонажами — от бывших старлеток, взломщиков и политических активистов до музыкантов и режиссёров-ветеранов.

## В ролях
| Актёр             | Роль                 |
| ----------------- | -------------------- |
| Джеймс Франко     | Викар                |
| Сет Роген         | Викинг               |
| Джеки Уивер       | Дотти                |
| Меган Фокс        | Соледад Миранда      |
| Уилл Феррелл      | Рэнделл              |
| Дэнни Макбрайд    | Слим                 |
| Дэйв Франко       | Монтгомери Клифт     |
| Крэйг Робинсон    | взломщик             |
| Джоуи Кинг        | Зази                 |
| Горацио Санс      | Фрэнсис Форд Коппола |
| Майк Старр        | Бёрли                |
| Гас Ван Сент      | куратор киноархива   |
| Крис Мессина      | Брайан Де Пальма     |
| Тим Блейк Нельсон | профессор Кон        |
| Скотт Хэйз        | Чарльз Мэнсон        |

## Производство
В марте 2011 года Джеймс Франко купил права на разработку сценария художественного фильма по роману 2007 года писателя Стива Эриксона. Сценарий был написан Полом Фелтеном и Иэном Олдсом. Продюсерами фильма стали Кэролайн Арагон, Винс Джоливетт и Майкл Мендельсон.
5 сентября 2014 года Франко появился на Венецианском кинофестивале с выбритой головой и татуировкой на ней, изображающей героев Монтгомери Клифта и Элизабет Тейлор из фильма «Место под солнцем», сказав что «мы делаем маленький фильм. Может быть, мы покажем его здесь, в Венеции, в следующем году». 24 октября был оглашён актёрский состав картины, в который вошли Джеймс Франко, Сет Роген, Джеки Уивер, Меган Фокс, Уилл Феррелл, Дэнни Макбрайд, Дэйв Франко, Крэйг Робинсон, Джоуи Кинг и Горацио Санс.
Основные съёмки фильма начались 24 октября 2014 года в Лос-Анджелесе, штат Калифорния. В ноябре съёмки прошли в Пасадине. Тогда же фильм был выставлен для продажи на «American Film Market».
20 января 2015 года Франко выложил в «Instagram» трейлер фильма.